# Kántokmadár
A kántokmadár (Euphonia violacea) a madarak osztályának verébalakúak (Passeriformes) rendjébe és a pintyfélék (Fringillidae) családjába tartozó faj.

## Rendszerezése
A fajt Carl von Linné svéd természettudós írta le 1758-ban, a Fringilla nembe Fringilla violacea néven.

## Alfajai
- Euphonia violacea aurantiicollis A. W. Bertoni, 1901
- Euphonia violacea rodwayi (T. E. Penard, 1919)
- Euphonia violacea violacea (Linnaeus, 1758)[2]

## Előfordulása
Dél-Amerikában, Argentína, Brazília, Francia Guyana, Guyana, Paraguay, Suriname, Trinidad és Tobago, valamint Venezuela területén honos.
Természetes élőhelyei a szubtrópusi vagy trópusi síkvidéki esőerdők, száraz erdők, szavannák és cserjések, valamint vidéki kertek. Állandó, nem vonuló faj.

## Megjelenése
Testhossza 10 centiméter, szárnya 6 centiméter, farka 4 centiméter, testtömege 14 gramm. Homloka és egész alsó teste sárga, hátoldala a homlokától kezdve acélkék, a szárnyfedőkön és a tövük belső oldalán a fehér szélű evezőtollak külső szegélye fémes zöld. A farktollak felül kékeszöldek, alul feketék, a két szélső toll belső zászlója és szára fehér. A tojó háti oldala zöld, hasi oldala alul sárgásszürke; evező- és kormánytollai szürkésbarnák. A fiatalok a tojókhoz hasonlítanak. A hímek átmeneti tollazata felül acélkék, alul sárgán foltos.
|  |  |  |

## Életmódja
Tápláléka kisebb gyümölcsökből és rovarokból áll.

## Természetvédelmi helyzete
Az elterjedési területe rendkívül nagy, egyedszáma ugyan csökken, de még nem éri el a kritikus szintet. A Természetvédelmi Világszövetség Vörös listáján nem fenyegetett fajként szerepel.